# ドリー・ハース

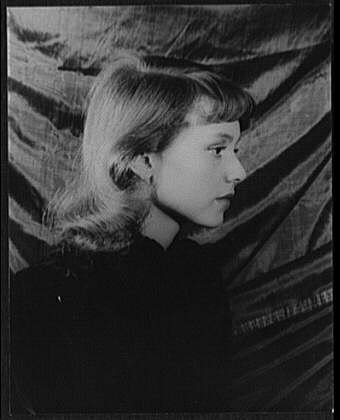
ドロシー・クララ・ルイーズ・ドリー・ハース (1940)

ドロシー・クララ・ルイーズ・ドリー・ハース（Dorothy Clara Louise "Dolly" Haas、1910年4月29日－1994年9月16日）は女優であり歌手。ドイツ映画、アメリカ映画に出演している。また、しばしばブロードウェイの舞台にも出演した。夫は風刺画作家のアル・ハーシュフェルドである。

## 経歴と業績
ドイツ、ハンブルクに生まれる。父はチャールズ・オズワルド・ハース、先祖はイギリスから来た書店経営者だった。母はマーガレット・マリア（旧姓ハンセン）。ハースは、アメリカに移住する以前は、ドイツ映画界における熟達した女優であった。
最初の結婚はドイツ生まれの映画監督、ジョン・ブラームとだった。ブラームは一時、ダッチェス劇場、レッシング劇場（どちらもベルリンに存在する）に出演する劇団の一座のために用意された宿泊施設の責任者を務めていた。ハースは、1943年アメリカ合衆国に帰化し、二人目の夫であるアル・ハーシュフェルド（著名なニューヨークタイムズの人物画家）と結婚し、メリーランド州バルティモアに居を定める。二人の間には娘が一人いる（ニーナ、1945年生まれ）。1994年9月16日、ニューヨークで卵巣ガンのため亡くなった。84歳だった。
ハースはアメリカ映画にはあまり出演していないが、1953年のアルフレッド・ヒッチコックの映画「私は告白する」では重要な役を演じている。ハースはヒッチコックとは個人的に友人で、ヒッチコックはハースにアルマ・ケラー、すなわち殺人犯である用務員オットー・ケラーの妻の役を割り当てたのである。この人々の耳目を引いた映画には、モンゴメリー・クリフトやアン・バクスター、カール・マルデン、ブライアン・エイハーンらも出演している。
ドリー・ハースはアメリカ国内でごく短期間だが舞台女優としても活躍している。1947年の「罪と罰」の再演では、ジョン・ギールグッドやリリアン・ギッシュといった著名な俳優達と共演している。1946年の「リュート・ソング（Lute Song）」では、ツアーに出る際にメアリー・マーティンから交替して主役を演じている。メアリー・マーティンと共演したユル・ブリンナーは「ハースが出演するようになって実質的にショーの内容は良くなったよ」「ハースは自分の役についてちゃんと理解していた。役との相性が良かったんだ。そして劇はすぐにより良いものになった。ドリーがメアリーより優れた女優だと言っているわけでは全くない。ドリーはメアリーよりその役に向いていたということなんだ」。メアリー・マーティンはブリンナーと同じ意見で、ハースがリハーサルに臨むに際してごくわずかな時間しか与えられなかったため、役作りの準備をしやすくなるようハースを手伝ったということである。

## 出演作品
- Eine Stunde Glück (1930)
- Dolly macht Karriere (1930)
- Der Ball (1931)
- The Virtuous Sinner (1931) （英語）
- Liebeskommando (1931)
- A Tremendously Rich Man (1932) （英語）
- Es wird schon wieder besser (1932)
- Scampolo (1932) （英語）
- You Don't Forget Such a Girl (1932) （英語）
- Großstadtnacht (1932)
- Die kleine Schwindlerin (1933)
- Das häßliche Mädchen (1933) （英語）
- Kleines Mädel - großes Glück (1933)
- The Page from the Dalmasse Hotel (1933) （英語）
- Ein Mädel mit Tempo (1934)
- Girls Will Be Boys (1935)
- Warum lügt Fräulein Käthe? (1935)
- Broken Blossoms (1936) （英語）
- Spy of Napoleon (1936) （英語）
- Riviera (1949)
- 私は告白する I Confess (1953)
- The Fugitive (1954, from the Armstrong Circle Theatre TV series) （英語）
- Regarding File Number 4356 (1956, from the Studio One TV series )　（英語）

## 参照
1. ↑  Davis, Ronald L. Mary Martin, Broadway Legend. University of Oklahoma Press, 2008, pp. 100-101.